# Provincia de Hordaland
El condado o provincia de Hordaland  (en noruego: Hordaland fylke;en nórdico antiguo: Hörðaland) fue un antiguo condado noruego ubicado en el centro-oeste del país. Se unificó el 1 de enero de 2020 con el antiguo condado fronterizo de Sogn og Fjordane para formar el nuevo condado de Vestland. Limitaba con los antiguos condados de  Sogn og Fjordane, Buskerud, Telemark y Rogaland. Comprendía 15 436 km² de área y 511 357 habitantes según el censo de 2015, siendo entonces el tercer condado más poblado después de los de Akershus y Oslo. Su centro administrativo estaba ubicado en Bergen.

## Localidades
- Ågotnes
- Ålvik
- Årås
- Arna
- Askøy
- Austmarka
- Bekkjarvik
- Bergen
- Dale
- Dalemarka
- Davanger
- Dimmelsvik
- Eidfjord
- Eidsvik
- Eikelandsosen
- Etne (Etnesjøen)
- Fanahammeren
- Fardalen
- Fedje
- Fitjar
- Fjell
- Flesland
- Foldrøy
- Forland
- Fotlandsvåg
- Frekhaug
- Frommereid
- Glesnes
- Granvin
- Haga
- Haganes
- Hammarsland
- Hamre
- Hanøy
- Haugland
- Haugo
- Hausvik
- Herøysund
- Holme
- Hordnes
- Husnes
- Jondal
- Kaland
- Kinsarvik
- Klokkarvik
- Knappskog
- Knarrevik/Straume
- Knarvik
- Krokeidet
- Krossneset
- Langevåg
- Leirvik
- Leknes
- Li
- Lindås
- Lofthus
- Lonevåg
- Manger
- Melandsvågen
- Misje
- Moldekleiv
- Mønshaugen-Bjørgum
- Mosterhamn
- Norheimsund
- Odda
- Oma
- Osøyro
- Øystese
- Ploganes (Bru)
- Ramsøy
- Røldal
- Rophus
- Rosendal
- Rossnes
- Rubbestadneset
- Sæbøvik
- Sagvåg
- Seim
- Seimsfoss
- Sekkingstad
- Skånevik
- Skarde (Skare)
- Skoge/Møvik
- Skogsvågen
- Skulestadmoen
- Søfteland
- Søre Øyane
- Søvik
- Stanghelle
- Steinvåg
- Storebø
- Sunde/Valen
- Sveio
- Svortland
- Tælavåg (Telavåg)
- Torsteinsvik
- Tyssedal
- Uggdalseidet
- Ulvik
- Uskedal
- Våge
- Vaksdal
- Valestrandfossen
- Vikavågen
- Vikebø
- Vikøy
- Vossevangen

## Historia
Durante la época vikinga, el territorio actual de Hordaland formaba parte del reino de Hordaland.

## Municipios
Hordaland se dividía en 33 municipios:
- Askøy
- Austevoll
- Austrheim
- Bergen
- Bømlo
- Eidfjord
- Etne
- Fedje
- Fitjar
- Fjell
- Fusa
- Granvin
- Jondal
- Kvam
- Kvinnherad
- Lindås
- Masfjorden
- Meland
- Modalen
- Odda
- Os
- Osterøy
- Øygarden
- Radøy
- Samnanger
- Stord
- Sund
- Sveio
- Tysnes
- Ullensvang
- Ulvik
- Vaksdal
- Voss

## Residentes notables
- Aurora Aksnes, cantante y compositora.

- Alan Walker, DJ y compositor